# 마한 항공의 운항 노선
마한 항공은 다음과 같은 노선을 운항하고 있다. (2012년 12월 기준)

## 운항 노선

### 아시아

#### 동아시아
- 중화인민공화국
  - 베이징 - 베이징 서우두 국제공항
  - 광저우 - 광저우 바이윈 국제공항
  - 상하이 - 상하이 푸둥 국제공항
  - 선전 - 선전 바오안 국제공항

#### 동남아시아
- 말레이시아
  - 쿠알라룸푸르 - 쿠알라룸푸르 국제공항
- 베트남
  - 하노이 - 노이바이 국제공항 계절편
  - 호치민 시 - 떤선녓 국제공항 계절편
- 인도네시아
  - 발리 - 응우라라이 국제공항 계절편
- 태국
  - 방콕 - 수완나품 국제공항
  - 푸껫 - 푸껫 국제공항 계절편

#### 남아시아
- 스리랑카
  - 콜롬보 - 반다라나이케 국제공항 계절편
- 인도
  - 델리 - 인디라 간디 국제공항
  - 고아 - 고아 국제공항 계절편

#### 서남아시아
- 레바논
  - 베이루트 - 베이루트 국제공항
- 시리아
  - 다마스쿠스 - 다마스쿠스 국제공항
- 아랍에미리트
  - 두바이 - 두바이 국제공항
- 아프가니스탄
  - 카불 - 카불 국제공항[2]
- 이라크
  - 바그다드 - 바그다드 국제공항[2]
  - 아르빌 - 아르빌 국제공항[2]
  - 나자프 - 알 나자프 국제공항 계절편[2]
- 이란
  - 테헤란
    - 테헤란 이맘 호메이니 국제공항 - 국제선 허브
    - 테헤란 메흐라바드 국제공항 - 국내선 허브

  - 마슈하드 - 마슈하드 국제공항
  - 반다르압바스 - 반다르압바스 국제공항
  - 쉬라즈 - 쉬라즈 국제공항
  - 이스파한 - 이스파한 국제공항
  - 타브리즈 - 타브리즈 국제공항
  - 비잔드 - 비잔드 공항
  - 사난다즈 - 사난다즈 공항
  - 사리 - 다쉬나즈 공항
  - 쉼잔 - 쉼잔 공항
  - 아르다빌 - 아르다빌 공항
  - 아바즈 - 아바즈 공항
  - 아스라우 - 페르시안 걸프 공항
  - 이란쉬하르 - 이란 쉬하르 공항
  - 자헤단 - 자헤단 공항
  - 잔잔 - 잔잔 공항
  - 자볼 - 자볼 공항
  - 카쉬 - 카쉬 공항
  - 카쉼 - 카쉼 공항
  - 케르만 - 케르만 공항
  - 케르만샤 - 케르만사 공항
  - 쿠람마바드 - 쿠람마바드 공항
- 쿠웨이트
  - 쿠웨이트 시티 - 쿠웨이트 국제공항
- 파키스탄
  - 라호르 - 알라마 이크발 국제공항

#### 중앙아시아
- 아르메니아
  - 예레반 - 츠바르트노츠 국제공항
- 아제르바이잔
  - 바쿠 - 헤이다르 알리예프 국제공항

### 아프리카

#### 동아프리카
- 모리셔스
  - 포트루이스 - 시우 사구르 람룰람경 국제공항 계절편

#### 북아프리카
- 모로코
  - 카사블랑카 - 모하메드 V 국제공항 계절편
  - 마라케시 - 마라케시 메나라 공항 계절편

### 유럽

#### 서유럽
- 영국
  - 버밍엄 - 버밍엄 공항
- 프랑스
  - 파리 - 파리 샤를 드 골 국제공항
- 독일
  - 뒤셀도르프 - 뒤셀도르프 국제공항
  - 뮌헨 - 뮌헨 국제공항

#### 남유럽
- 그리스
  - 아테네 - 아테네 국제공항 계절편
- 스페인
  - 바르셀로나 - 바르셀로나 엘프라트 국제공항
- 이탈리아
  - 로마 - 레오나르도 다 빈치 국제공항
  - 밀라노 - 밀라노 말펜사 국제공항
- 키프로스
  - 라르나카 - 라르나카 국제공항 계절편
- 튀르키예
  - 앙카라 - 에센보아 국제공항[2]
  - 이스탄불 - 아타튀르크 국제공항
  - 스파르타 - 스파르타 쉴레이만 데미렐 공항 계절편[2]

#### 동유럽
- 러시아
  - 모스크바 - 브누코보 국제공항[3]
  - 상트페테르부르크 - 풀코보 국제공항 계절편
  - 소치 - 소치 국제공항 계절편
- 불가리아
  - 바르나 - 바르나 공항 계절편
- 세르비아
  - 베오그라드 - 베오그라드 니콜라 테슬라 국제공항

#### 북유럽
- 덴마크
  - 코펜하겐 - 코펜하겐 카스트럽 국제공항
- 스웨덴
  - 스톡홀름 - 스톡홀름 알란다 국제공항

### 아메리카

#### 남아메리카
- 베네수엘라
  - 카라카스 - 시몬 볼리바르 국제공항

## 과거 취항지

### 아시아

#### 동아시아
- 대한민국
  - 서울 - 인천국제공항

#### 동남아시아
- 인도네시아
  - 자카르타 - 수카르노 하타 국제공항[4]
  - 덴파사르 - 응우라라이 국제공항

#### 남아시아
- 몰디브
  - 말레 - 말레 국제공항[2]
- 스리랑카
  - 콜롬보 - 반다라나이케 국제공항
- 인도
  - 코친 - 코친 국제공항
  - 암리차르 - 스리 구루 람 다스 지 국제공항

#### 서남아시아
- 바레인
  - 마나마 - 바레인 국제공항
- 사우디아라비아
  - 제다 - 킹 압둘아지즈 국제공항
- 아랍에미리트
  - 샤르자 - 샤르자 국제공항
- 오만
  - 무스카트 - 무스카트 국제공항

#### 중앙아시아
- 카자흐스탄
  - 알마티 - 알마티 국제공항

### 아프리카

#### 북아프리카
- 튀니지
  - 튀니스 - 튀니스 카르타고 국제공항

### 유럽

#### 서유럽
- 영국
  - 맨체스터 - 맨체스터 공항[5]
  - 버밍엄 - 버밍엄 공항

#### 동유럽
- 러시아
  - 모스크바 - 셰레메티예보 국제공항

#### 남유럽
- 튀르키예
  - 이스탄불 - 사비하 괵첸 국제공항[2]